# Drážovce, Krupina
Drážovce este o comună slovacă, aflată în districtul Krupina din regiunea Banská Bystrica. Localitatea se află la altitudinea de 196 m deasupra n.m., se întinde pe o suprafață de 8,03 km2 și în 2017 număra 132 de locuitori.

## Istoric
Localitatea Drážovce este atestată documentar din 1135.

## Demografie
| An:                | 1994 | 2004   | 2014    | 2024    |
| ------------------ | ---- | ------ | ------- | ------- |
| Număr de persoane: | 127  | 120    | 145     | 117     |
| Diferență:         |      | −5,51% | +20,83% | −19,31% |

| An:                | 2023 | 2024 |
| ------------------ | ---- | ---- |
| Număr de persoane: | 117  | 117  |
| Diferență:         |      | +0%  |